# Artificial Peace
Artificial Peace war eine US-amerikanische Hardcore-Band aus Bethesda, die von 1981 bis 1982 existierte. Trotz der kurzen Bandgeschichte wird ihr eine große Rolle in der Anfang der 1980er-Jahre beginnenden Hardcore-Szene in Washington, D.C. zugeschrieben.

## Geschichte
Artificial Peace gründeten sich Ende 1981 in Bethesda. Sie bestanden aus Pete Murray (ex-Red C) und den ehemaligen Assault-&-Battery-Bandmitgliedern Steve Polcari, Rob Moss und Mike Manos. Die Band spielte schnellen, aggressiven Hardcore Punk und machte sich durch Auftritte in D.C. und Umgebung einen Namen. Im November 1981 nahm die Band 17 Lieder in den Inner Ear Studios von Don Zientara auf. Diese wurden produziert von Ian MacKaye. Drei der Lieder wurden für die Kompilation Flex Your Head von Dischord Records verwendet. Auf Grund der schwierigen Finanzlage konnten die 14 weiteren Songs zunächst keine Verwendung erfahren.
Mitte 1982 fand eine weitere Session statt, diesmal in den CAB Studios in Rockville, Maryland. Die fünf Lieder wurden auf einer Split-EP zusammen mit der ebenfalls aus Washington stammenden Band Exiled verwendet und waren die erste Veröffentlichung des Labels Fountain of Youth. Kurz darauf löste sich die Band auf Grund von persönlichen Problemen mit Bassist Rob Moss auf. Murray, Polcari und Manos gründeten anschließend die Band Marginal Man, Moss wechselte zu Government Issue.
1990 veröffentlichte das deutsche Hardcore-Punk-Label Lost & Found eine Kompilations-EP namens Assault and Battery, die zehn Lieder enthielt, die vermutlich im Mai 1981 noch unter dem Bandnamen Assault & Battery entstanden. Ebenso erschien eine LP-Kompilation namens Outside Looking In, die alle bekannten Aufnahmen umfasste. 2010 veröffentlichte Dischord Records alle 17 Lieder der Session in den Inner Ear Studios auf CD und LP.

## Diskografie
- 1983: Artificial Peace (Split-EP mit Exiled, Fountain of Youth Records)

### Kompilationen
- 1990: Assault and Battery (Lost & Found Records)
- 1990: Outside Looking In (Lost & Found Records)
- 2010: Complete Session November 81 (Dischord Records)

### Sampler-Beiträge
- 1982: Flex Your Head (Dischord Records, drei Lieder)